# Орлове Поле
Орло́ве По́ле — село в Україні, у Новомар'ївській сільській громаді Вознесенського району Миколаївської області. Колишній орган місцевого самоврядування — Григорівська сільська рада.
Населення становить 80 осіб.

## Історія
1859 року у власницькому містечку Орлове Поле (Алейнікова), мешкало 142 особи (69 чоловічої статі та 72 — жіночої), налічувалось 28 дворових господарства, існували православна каплиця й єврейський молитовний будинок, відбувались базари.
Станом на 1886 рік у колишньому власницькому містечку Катеринівської волості Єлисаветградського повіту Херсонської губернії мешкало 159 осіб, налічувалось 27 дворових господарств, існували єврейський молитовний будинок і 2 лавки, відбувались базари по неділях.
За даними 1894 року у селі Орлове Поле (Алейнікове) Ганнівської волості мешкало 165 осіб (79 чоловічої статі та 86 — жіночої), налічувалось 31 дворове господарство, існувала лавка.

## Населення
Згідно з переписом УРСР 1989 року чисельність наявного населення села становила 68 осіб, з яких 28 чоловіків та 40 жінок.
За переписом населення України 2001 року в селі мешкало 80 осіб.

### Мова
Розподіл населення за рідною мовою за даними перепису 2001 року:
| Мова       | Відсоток |
| ---------- | -------- |
| українська | 85,00 %  |
| російська  | 8,75 %   |
| молдовська | 3,75 %   |
| білоруська | 1,25 %   |
| інші       | 1,25 %   |